# 荆棘丛行动
荆棘丛行动（希伯來語：‎）是以色列在1992年计划暗杀伊拉克前总统萨达姆·侯赛因的行动。2003年12月，以色列报纸《新消记》对这一事件进行了全面描述，但自1999年1月以来，有关该阴谋的新闻报道就一直在流传。该计划是为了报复海湾战争期间伊拉克飞毛腿导弹的袭击。由于五名士兵在演习中丧生，该计划被取消。次事故在以色列被称为采利林二世灾难（‎）。
当萨达姆的叔叔卡拉·塔尔法被发现身患绝症时，以色列人开始研究利用一支突击队伏击葬礼派对的可能性。以色列陆军精锐部队总参谋部侦察部队的一支突击队将从约旦进入伊拉克，他们将前往提克里特附近参加葬礼，并用电视制导的“米德拉斯”导弹杀死萨达姆。
由多伦·坎普领导的行动于1992年11月5日在内盖夫沙漠齐利姆基布兹附近的步兵训练基地进行了预演。 再过两天行动就要开始了。然而，在演习中，以色列突击队员不小心向一支模拟目标的车队发射了实弹，杀死了5名总参谋部侦察部队的突击队员，炸伤了6人。以色列国防军领导人埃胡德·巴拉克当时正在观看预演。
计划被取消了。以色列媒体报道称这是一次“训练事故”。以色列的审查人员试图阻止以色列报纸报道军事情报部门负责人乌里·萨吉目睹了这起事故的事实，但几周后审查人员软化了态度。11月24日，美国报纸《迈阿密先驱报》报道称，参与事故的士兵一直在演练杀死真主党领袖哈桑·纳斯鲁拉的计划。《纽约时报》、《泰晤士报》和《独立报》也报道了明显的针对纳斯鲁拉的企图，以色列军事审查官抱怨所有有关报纸的记者都违反了审查法。
7年后，第二次荆棘丛行动行动再次以萨达姆为目标。摩萨德特工曾在伊拉克侦察伏击这位伊拉克领导人的地点。然而，和以前一样，这个计划被取消了，这一次是因为美国和英国的沙漠之狐行动，以及担心刺杀行动可能会损害以色列和阿拉伯国家的和平进程。